# Monoblastozoa
Embranchement
Genre
Espèce
L'embranchement des Monoblastozoa ne comprend qu'une espèce Salinella salvae .
Cette espèce a été trouvée dans de l'eau provenant de salines dans la province de Cordoba en Argentine.
Son existence même est remise en question car elle n'a pas été retrouvée depuis.